# La Vega (kommun i Cauca, Colombia)
La Vega är en kommun i Colombia.   Den ligger i departementet Cauca, i den sydvästra delen av landet, 400 km sydväst om huvudstaden Bogotá. Antalet invånare är 38 435. Arean är 494 kvadratkilometer.
Terrängen i La Vega är bergig åt sydost, men åt nordväst är den kuperad.